# صوفي سنكلير
صوفي سنكلير (بالإنجليزية: Sophie Sinclair)‏ هي لاعبة كرلنغ بريطانية، ولدت في 5 أبريل 1997 في South Queensferry ‏ في المملكة المتحدة.

## وصلات خارجية
- صوفي سنكلير على موقع الاتحاد الدولي للكرلنغ (الإنجليزية)